# Gare de Vignols-Saint-Solve
Gare de Vignols-Saint-Solve vasútállomás Franciaországban, Vignols településen.

## Vasútvonalak
Az állomást az alábbi vasútvonalak érintik:
- Brive-Nexon-vasútvonal

## Kapcsolódó állomások
A vasútállomáshoz az alábbi állomások vannak a legközelebb:
- Gare de Pompadour
- Gare d'Objat